# Joe Cimino
Pour les articles homonymes, voir Cimino.
Joe Cimino, né en 1969, est un homme politique canadien. Il est élu à l'Assemblée législative de l'Ontario lors de l'élection ontarienne de 2014. Il a été le député qui représente la circonscription électorale de Sudbury du caucus du Nouveau Parti démocratique de l'Ontario du 12 juin au 20 novembre 2014.
Avant son élection à l'Assemblée législative, il était un conseiller municipal (en) dans le Quartier 1 du Grand Sudbury de 2006 à 2014, et il a été un enseignant d'école primaire.

## Député provincial
Au cours de la 41e législature, il occupe le rôle de critique des transports dans le cabinet fantôme du NPD.

## Résultats électoraux

### Conseiller municipal
| Sudbury - Quartier 1 Élections municipales ontariennes de 2006 (en) |       |        |
| Candidat                                                            | Votes | %      |
| Joe Cimino                                                          | 3 016 | 68,56% |
| Carlos Reyes                                                        | 1 001 | 22,76% |
| John T. Mathew                                                      | 382   | 8,68%  |

| Sudbury - Quartier 1 Élections municipales ontariennes de 2010 |                     |                     |
| Candidat                                                       | Votes               | %                   |
| Joe Cimino                                                     | Élu par acclamation | Élu par acclamation |

### Député provincial
| Sudbury Élection générale ontarienne de 2014 |                           |                  |        |         |
|                                              | Parti                     | Candidat         | Votes  | %       |
|                                              | Néo-démocrate             | Joe Cimino       | 14 247 | 42,24 % |
|                                              | Libéral                   | Andrew Olivier   | 13 267 | 39,34 % |
|                                              | Progressiste-conservateur | Paula Peroni     | 4 653  | 13,80 % |
|                                              | Vert                      | Casey J. Lalonde | 1 211  | 3,59 %  |
|                                              | Libertarien               | Steven Wilson    | 242    | 0,72 %  |
|                                              | Indépendant               | David Popescu    | 150    | 0,31 %  |